# Barite chauve
Pityriasis gymnocephala
Famille
Genre
Espèce
Statut de conservation UICN

 VU A3c+4c : Vulnérable
Le Barite chauve (Pityriasis gymnocephala) est aussi appelé Pie-grièche de Bornéo. C'est la seule espèce du genre Pityriasis et de la famille Pityriasidae.

## Habitats et répartition
Il vit dans les forêts de Bornéo, surtout dans les forêts tourbières, depuis le niveau de la mer jusqu'à 1 200 m.

## Description

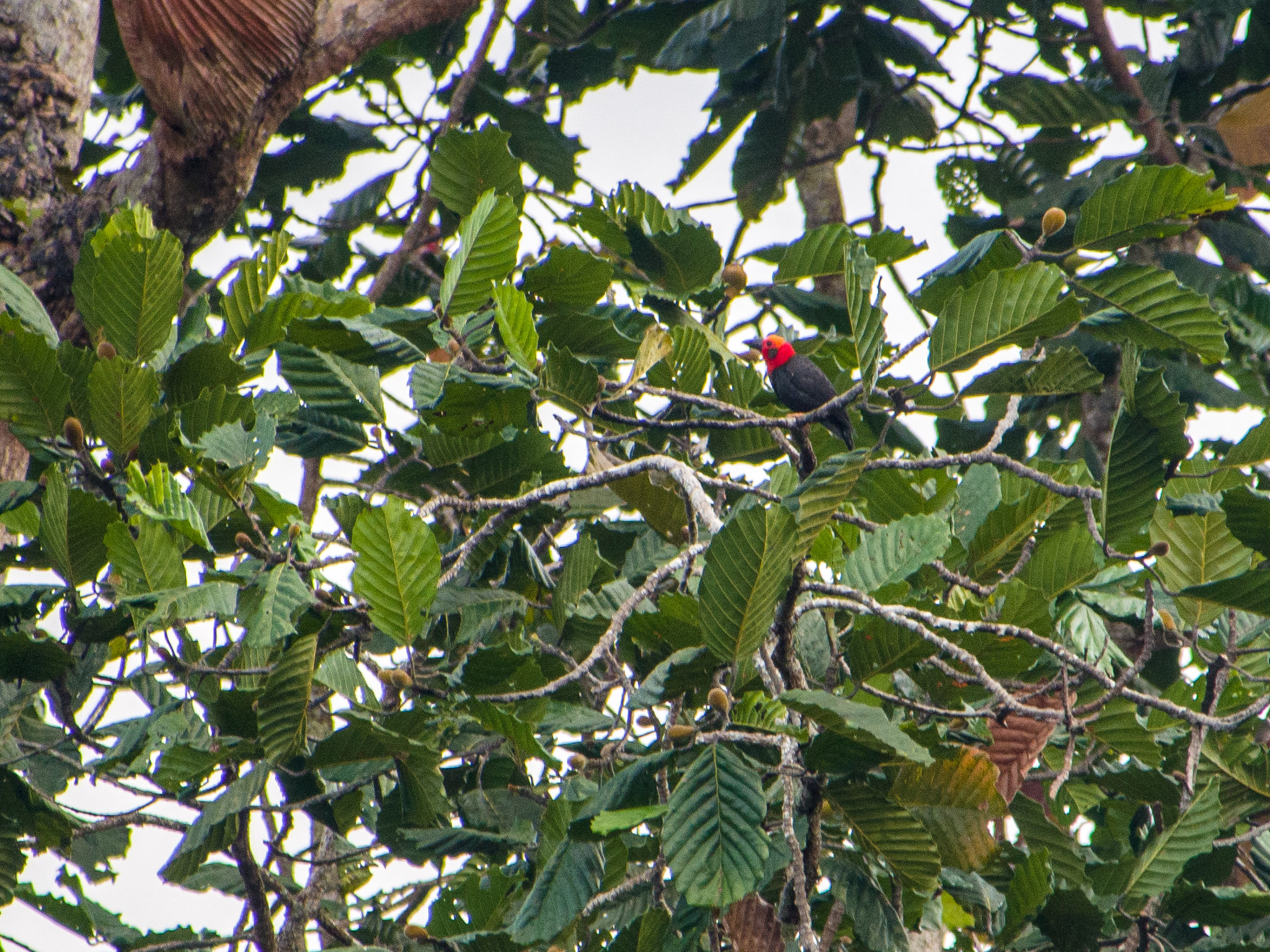
Pie-grièche de Bornéo sur un rameau de figuier

La Pie-grièche de Bornéo mesure 22–26 cm et pèse 115–150 g.

## Alimentation
Ces oiseaux sont principalement insectivores.
Ils volent en bandes bruyantes à la recherche de sauterelles, de blattes et de scarabées entre autres.

## Position systématique

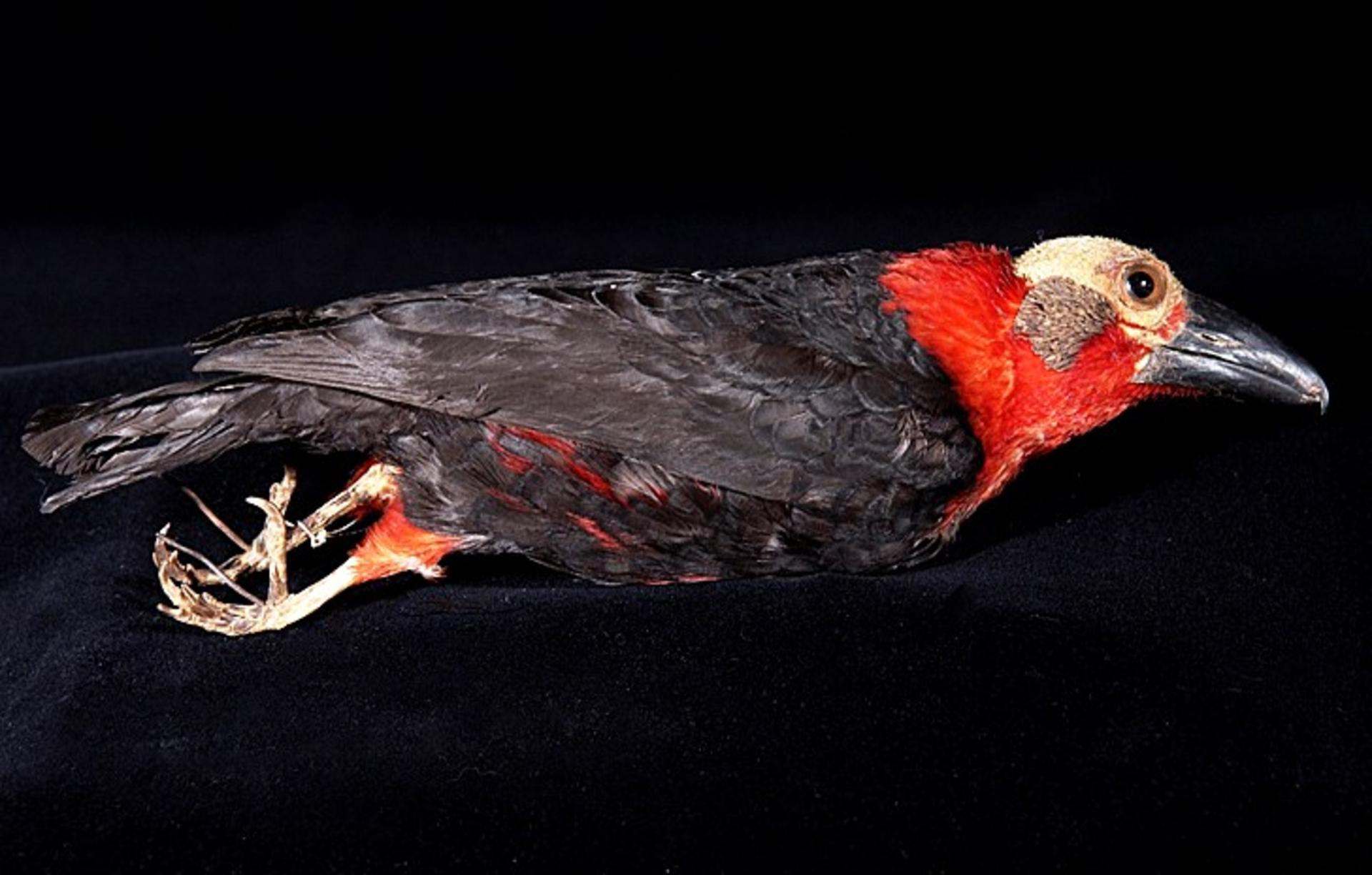
Spécimen de musée d'avant 1880

Initialement placé parmi les Prionopidae (famille invalidée, car polyphylétique), certains auteurs l'ont rapproché des Laniidae (famille des pies-grièches), d'autres, des Sturnidae. 
Une famille distincte, les Pityriaseidae a été créée pour lui-seul, mais les résultats des tests d'hybridation de l'ADN  ont montré que Pityriasis était un artamini (Ahlquist, Sheldon & Sibley 1984). Depuis, le Barite chauve a été replacé dans sa propre famille par la classification de référence (version 2.2, 2009) du Congrès ornithologique international.
L'orthographe du nom de la famille a été rectifié de Pityriaseidae en Pityriasidae par la classification de référence du Congrès ornithologique international (verion 8.2, 2018).

### GenrePityriasis
- (en) Zoonomen Nomenclature Resource (Alan P. Peterson) : Pityriasis  dans Pityriaseidae
- (en) Catalogue of Life : Pityriasis Lesson, 1839 (consulté le 11 décembre 2020)
- (fr + en) ITIS : Pityriasis  Lesson, 1839
- (en) Animal Diversity Web : Pityriasis
- (en) NCBI : Pityriasis (taxons inclus)
- (en) UICN : taxon  Pityriasis  (consulté le 6 janvier 2023)

### EspècePityriasis gymnocephala
- (fr) Oiseaux.net : Pityriasis gymnocephala (+ répartition)
- (en) Zoonomen Nomenclature Resource (Alan P. Peterson) : Pityriasis gymnocephala  dans Pityriaseidae
- (en) Catalogue of Life : Pityriasis gymnocephala (Temminck, 1836) (consulté le 15 décembre 2020)
- (fr + en) ITIS : Pityriasis gymnocephala  (Temminck, 1835)
- (en) Animal Diversity Web : Pityriasis gymnocephala
- (en) NCBI : Pityriasis gymnocephala (taxons inclus)
- (en) UICN : espèce Pityriasis gymnocephala (Temminck, 1836) (consulté le 28 décembre 2022)